# ماهی نوک‌دار
ماهی نوک‌دار (نام علمی: Cololabis adocetus) نام یک گونه از راسته منقارماهی‌سانان است.